# Gouvernement fédéral du Brésil
Pour les articles homonymes, voir Gouvernement fédéral.
Le gouvernement fédéral du Brésil (en portugais : Governo federal do Brasil) est le gouvernement qui exerce le pouvoir à l'échelon fédéral au Brésil.
Il se compose du pouvoir exécutif, appelé cabinet du Brésil, du pouvoir législatif, incarné par le Congrès national du Brésil, et par le pouvoir judiciaire,.

## Histoire
La forme actuelle du gouvernement fédéral découle de l'application de la Constitution de 1988.

## Organisation
Le chef du gouvernement est le président de la république fédérative du Brésil, qui est à la fois chef d'État et chef du gouvernement. C'est lui qui désigne les ministres qui l'assistent.
En 2008, le budget de l'État fédéral est environ de 230 milliards de dollars.

## Rôle
Le rôle du gouvernement est central dans la définition de la politique du Brésil, en particulier en ce qui touche les sujets les plus critiques.

### Projets de lois
Le gouvernement est un acteur majeur en ce qui concerne la présentation au Congrès national de lois.

### Ratification de traités internationaux
C'est également le gouvernement qui signe et ratifie les traités internationaux auxquels le Brésil adhère.

### Instauration de programmes d'action
C'est le gouvernement fédéral qui instaure les programmes d'actions qui sont ensuite déclinés au niveau local par les différents États,. Toutefois, ceux-ci bénéficient d'une assez large marge de manœuvre, voire d'une tolérance à mener des actions de manière illégale.
Par ailleurs, dans les États les plus éloignés du pouvoir central, et en particulier en Amazonie, le contrôle du gouvernement central sur les situations locales n'est que théorique, ces zones étant caractérisées par une violence incontrôlable.

### Exemples

#### Déforestation et développement durable
La déforestation du bassin amazonien est une conséquence de la politique menée à partir des années 1970 et impulsée par le gouvernement fédéral à travers le programme d'intégration nationale (pt). Sur cette base, les différents gouvernements fédéraux ont toujours refusé de signer le pacte international visant à l’interdire avant 2020.
En revanche, la prise de conscience de la nécessité d'encadrer ce déboisement pousse le gouvernement fédéral à proposer des plans de contrôle et à faire signer en 2006 aux différents acteurs économiques et écologiques un pacte environnemental. Si la nécessité de basculer dans une politique de développement durable vient plutôt à l'origine de la société civile, c'est le gouvernement fédéral qui a créé les groupes de travail permettant de proposer des plans d'action.

#### Violence illégale étatique
Le gouvernement fédéral ne soutient pas officiellement une politique de violence légale. Ainsi, par exemple, de 1985 à 2005, tous les gouvernements en lace ont condamné l'usage de la torture. Toutefois, la violence étatique bénéficie dans une certaine mesure de la tolérance voire de la complicité de certaines autorités. Ainsi, malgré les déclarations, aucun gouvernement n'a réussi à mettre fin aux actes de torture pratiqués à l'encontre des criminels de droit commun, dont 1 336 cas ont été déclarés au numéro d'appel SOS Torture rien qu'entre octobre 2001 et le 31 juillet 2003,.

#### Action face à la pandémie de Covid-19
Ainsi, lors du Gouvernement Bolsonaro, la gestion centralisée de la pandémie de Covid-19 est très critiquée par de nombreux observateurs, qui reprochent à l'organisme d'avoir mené une stratégie non seulement négligente mais délibérément en faveur de la propagation de la maladie.